# Natação nos Jogos Pan-Americanos de 2019 - 200 m borboleta masculino
As competições dos 200 metros borboleta masculino da natação nos Jogos Pan-Americanos de 2019 foram realizadas em 6 de agosto no Centro Aquático Nacional, em Lima, no Peru. 

## Calendário
Horário local (UTC-5).
| Data        | Horário | Fase          |
| ----------- | ------- | ------------- |
| 6 de agosto | 12:04   | Eliminatórias |
| 6 de agosto | 21:59   | Final B       |
| 6 de agosto | 21:59   | Final A       |

## Medalhistas
| Ouro   | BRA Leonardo de Deus  |
| Prata  | USA Samuel Pomajevich |
| Bronze | COL Jonathan Gómez    |

## Recordes
Antes desta competição, os recordes mundiais e pan-americanos da prova eram os seguintes:
| Tipo                             | Atleta               | Tempo   | Local   | Data                |
| -------------------------------- | -------------------- | ------- | ------- | ------------------- |
|                                  | HUN Kristóf Milák    | 1m50s73 | Gwangju | 24 de julho de 2019 |
| Recorde dos Jogos Pan-Americanos | BRA Leonardo de Deus | 1m55s01 | Toronto | 14 de julho de 2015 |

## Resultados

### Eliminatórias
A eliminatória foi realizada em 6 de agosto. 
| Pos. | Bateria | Raia | Nadador                  | Nacionalidade                | Tempo   | Notas |
| ---- | ------- | ---- | ------------------------ | ---------------------------- | ------- | ----- |
| 1    | 2       | 5    | Jonathan Gómez           | COL Colômbia                 | 1:57.24 | QA    |
| 2    | 3       | 5    | Samuel Pomajevich        | USA Estados Unidos           | 1:58.19 | QA    |
| 3    | 1       | 4    | Luiz Altamir Melo        | BRA Brasil                   | 1:58.76 | QA    |
| 4    | 2       | 4    | Tom Shields              | USA Estados Unidos           | 1:58.82 | QA    |
| 5    | 3       | 4    | Leonardo de Deus         | BRA Brasil                   | 2:00.00 | QA    |
| 6    | 1       | 5    | Héctor Ruvalcaba Cruz    | MEX México                   | 2:00.31 | QA    |
| 7    | 2       | 6    | Nicolás Deferrari        | ARG Argentina                | 2:00.37 | QA    |
| 8    | 3       | 6    | José Martínez Gómez      | MEX México                   | 2:00.73 | QA    |
| 9    | 1       | 3    | David Arias              | COL Colômbia                 | 2:00.93 | QB    |
| 10   | 3       | 2    | Gustavo Gutierrez Lozano | PER Peru                     | 2:01.58 | QB    |
| 11   | 3       | 3    | Luis Vega Torres         | CUB Cuba                     | 2:01.74 | QB    |
| 12   | 1       | 6    | Jarod Arroyo             | PUR Porto Rico               | 2:01.95 | QB    |
| 13   | 2       | 7    | Gabriel Araya            | CHI Chile                    | 2:02.40 | QB    |
| 14   | 2       | 3    | Michael Gunning          | JAM Jamaica                  | 2:02.73 | QB    |
| 15   | 2       | 2    | Luis Vilchez Mercado     | PER Peru                     | 2:03.04 | QB    |
| 16   | 1       | 7    | Carlos Vasquez Moreno    | HON Honduras                 | 2:03.37 | QB    |
| 17   | 3       | 1    | Kael Yorke               | TTO Trinidad e Tobago        | 2:06.61 |       |
| 18   | 1       | 2    | Andy Arteta Gomez        | VEN Venezuela                | 2:07.02 |       |
| 19   | 3       | 7    | Bryan Alvaréz            | CRC Costa Rica               | 2:07.23 |       |
| 20   | 2       | 1    | Matthew Mays             | ISV Ilhas Virgens Americanas | 2:07.41 |       |
| 21   | 1       | 1    | John Michael Bodden      | CAY Ilhas Cayman             | 2:08.22 |       |

### Final B
A final B foi realizada em 6 de agosto. 
| Pos. | Raia | Nadador                  | Nacionalidade  | Tempo   | Notas |
| ---- | ---- | ------------------------ | -------------- | ------- | ----- |
| 9    | 3    | Luis Vega Torres         | CUB Cuba       | 2:00.22 |       |
| 10   | 6    | Jarod Arroyo             | PUR Porto Rico | 2:01.27 |       |
| 11   | 5    | Gustavo Gutierrez Lozano | PER Peru       | 2:01.40 |       |
| 12   | 7    | Michael Gunning          | JAM Jamaica    | 2:01.68 |       |
| 13   | 2    | Gabriel Araya            | CHI Chile      | 2:02.73 |       |
| 14   | 8    | Carlos Vasquez Moreno    | HON Honduras   | 2:02.74 |       |
| 15   | 1    | Luis Vilchez Mercado     | PER Peru       | 2:02.78 |       |
| 16   | 4    | David Arias              | COL Colômbia   | 2:03.95 |       |

### Final A
A final A foi realizada em 6 de agosto. 
| Pos.              | Raia | Nadador               | Nacionalidade      | Tempo   | Notas |
| ----------------- | ---- | --------------------- | ------------------ | ------- | ----- |
| Medalha de ouro   | 2    | Leonardo de Deus      | BRA Brasil         | 1:55.86 |       |
| Medalha de prata  | 5    | Samuel Pomajevich     | USA Estados Unidos | 1:57.35 |       |
| Medalha de bronze | 4    | Jonathan Gómez        | COL Colômbia       | 1:57.75 |       |
| 4                 | 3    | Luiz Altamir Melo     | BRA Brasil         | 1:57.78 |       |
| 5                 | 8    | José Martínez Gómez   | MEX México         | 1:59.23 |       |
| 6                 | 7    | Héctor Ruvalcaba Cruz | MEX México         | 2:00.69 |       |
| 7                 | 1    | Nicolás Deferrari     | ARG Argentina      | 2:01.84 |       |
| 8                 | 6    | Tom Shields           | USA Estados Unidos | 2:06.65 |       |

Legenda
| Recorde mundial                  | Recorde mundial (World record)               |                       | Recorde africano                      | Recorde africano (African) |                                           | Q | Classificado por posição (Qualified) |
| Recorde dos Jogos Pan-Americanos | Recorde pan-americano (Pan-American record)  | Recorde da América    | Recorde da América (Americas)         | q                          | Classificado por melhor tempo (Qualified) |   |                                      |
| Melhor marca do ano              | Melhor marca do ano (World leading)          | Recorde asiático      | Recorde asiático (Asian)              | DNS                        | Não largou (Did not start)                |   |                                      |
| Recorde nacional                 | Recorde nacional (National record)           | Recorde europeu       | Recorde europeu (European)            | DNF                        | Não terminou (Did not finish)             |   |                                      |
| Recorde pessoal                  | Recorde pessoal do atleta (Personal best)    | Recorde da Oceania    | Recorde da Oceania (Oceania)          | DSQ / DQ                   | Desclassificado (Disqualified)            |   |                                      |
| Recorde da temporada             | Recorde da temporada do atleta (Season best) | Recorde sul-americano | Recorde sul-americano (South America) | NM                         | Sem marca (No mark)                       |   |                                      |